# برينت ماين
برينت ماين (بالإنجليزية: Brent Mayne)‏ هو لاعب كرة قاعدة أمريكي، ولد في 19 أبريل 1968 في لوما ليندا في الولايات المتحدة.

## وصلات خارجية
- برينت ماين على موقعبيزبول رفرنس.كوم (الدوري الرئيسي) (الإنجليزية)
- برينت ماين على موقعبيزبول رفرنس.كوم (الدوري الثانوي) (الإنجليزية)
- برينت ماين على موقع إي إس بي إن.كوم (أم.أل.بي) (الإنجليزية)